# Locked In (film 2023)
Locked In è un film del 2023 diretto da Nour Wazzi al suo esordio alla regia.

## Trama
Un'infermiera cerca di scoprire cosa si nasconde dietro le ferite di una donna in coma scoprendo un grande complotto fatto di rivalità e tradimenti.

## Distribuzione
Il film è stato reso disponibile direttamente su Netflix il 1º novembre del 2023.